# Totem (Soulfly)
Totem è il dodicesimo album in studio del gruppo musicale statunitense Soulfly, pubblicato il 5 agosto 2022 dalla Nuclear Blast.

## Descrizione
La seconda chitarra viene suonata dal produttore Arthur Rizk, dopo l'abbandono di Marc Rizzo.

## Tracce
1. Superstition – 3:13
2. Scouring the Vile – 2:51
3. Filth Upon Filth – 2:53
4. Rot in Pain – 2:47
5. The Damage Done – 3:57
6. Totem – 5:31
7. Ancestors – 3:09
8. Ecstasy of Gold – 3:36
9. Soulfly XII (Instrumental) – 2:33
10. Spirit Animal – 9:35

## Formazione
Gruppo
- Max Cavalera – voce, chitarra
- Mike Leon – basso
- Zyon Cavalera – batteria

Altri musicisti
- John Tardy – voce (nel brano 2)
- Richie Cavalera – voce, testi (nel brano 10)
- Arthur Rizk – chitarra solista
- Hornsman Coyote – voce, corno (nel brano 10)
- John Powers – chitarra solista (nei brani 7 e 8)
- Chris Ujsh – chitarra solista (nel brano 10)
- Leya Cavalera – growl (nel brano 10)

Cast tecnico
- John Aquilino – registrazione
- Arthur Rizk – produzione, registrazione
- John Powers – registrazione
- Max Cavalera – produzione
- James Bousema – artwork
- Marcelo Vasco – layout